# Potentilla rudolfii
Potentilla rudolfii är en rosväxtart som beskrevs av Keczaykin och Shmakov. Potentilla rudolfii ingår i Fingerörtssläktet som ingår i familjen rosväxter. Inga underarter finns listade i Catalogue of Life.